# 500 miles d'Indianapolis 1939

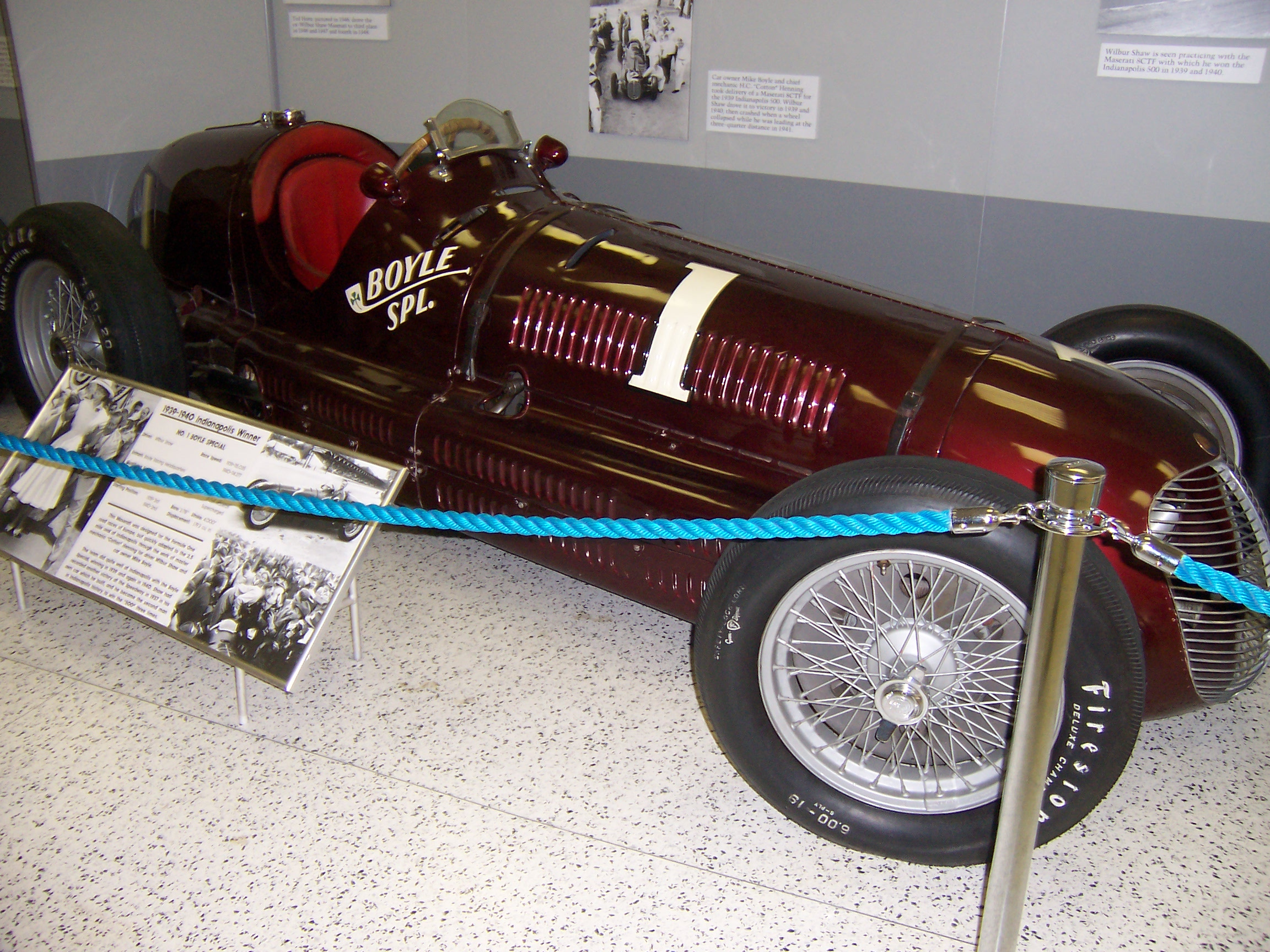
La Maserati de Wilbur Shaw, victorieuse de l'édition 1939 des 500 miles d'Indianapolis.

Les 500 miles d'Indianapolis 1939, courus sur l'Indianapolis Motor Speedway et organisés le mardi 30 mai 1939, ont été remportés par le pilote américain Wilbur Shaw sur une Maserati.

## Grille de départ
| Ligne | Intérieur       | Centre           | Extérieur             |
| 1     | Jimmy Snyder    | Louis Meyer      | Wilbur Shaw           |
| 2     | Ted Horn        | Chet Miller      | George Bailey         |
| 3     | Shorty Cantlon  | Mauri Rose       | Herb Ardinger         |
| 4     | Cliff Bergere   | Frank Brisko     | George Connor         |
| 5     | Ralph Hepburn   | Mel Hansen (en)  | George Barringer (en) |
| 6     | Babe Stapp      | Frank Wearne     | Ira Hall              |
| 7     | Rex Mays        | Joel Thorne      | Emil Andres           |
| 8     | Bob Swanson     | Floyd Roberts    | Kelly Petillo         |
| 9     | Russ Snowberger | Tony Willman     | Tony Gulotta (en)     |
| 10    | Al Miller       | Floyd Davis (en) | Louis Tomei           |
| 11    | Deacon Litz     | Harry McQuinn    | Billy Devore          |

La pole a été réalisée par Jimmy Snyder à la moyenne de 209,437 km/h.

## Classement final
| no | Pilote                | Voiture               | Tours | Temps/Abandon   |
| 1  | Wilbur Shaw           | Maserati              | 200   |                 |
| 2  | Jimmy Snyder          | Adams-Sparks          | 200   |                 |
| 3  | Cliff Bergere         | Miller-Offenhauser    | 200   |                 |
| 4  | Ted Horn              | Miller                | 200   |                 |
| 5  | Babe Stapp            | Alfa Romeo            | 200   |                 |
| 6  | George Barringer (en) | Weil-Offenhauser      | 200   |                 |
| 7  | Joel Thorne           | Adams-Sparks          | 200   |                 |
| 8  | Mauri Rose            | Shaw-Offenhauser      | 200   |                 |
| 9  | Frank Wearne          | Wetteroth-Offenhauser | 200   |                 |
| 10 | Billy Devore          | Weil-Duray            | 200   |                 |
| 11 | Tony Gulotta (en)     | Stevens-Offenhauser   | 200   |                 |
| 12 | Louis Meyer           | Stevens-Winfield      | 197   | accident        |
| 13 | George Connor         | Adams-Offenhauser     | 195   | calage          |
| 14 | Tony Willman          | Lencki                | 188   | pompe à huile   |
| 15 | Louis Tomei           | Alfa Romeo            | 186   |                 |
| 16 | Rex Mays              | Adams-Sparks          | 145   | mécanique       |
| 17 | Herb Ardinger         | Wetteroth-Miller      | 141   | embrayage       |
| 18 | Kelly Petillo         | Wetteroth-Offenhauser | 141   | moteur          |
| 19 | Mel Hansen (en)       | Shaw-Offenhauser      | 113   | accident        |
| 20 | Harry McQuinn         | Blume-Brisko          | 110   | allumage        |
| 21 | Chet Miller           | Summers-Miller        | 109   | accident        |
| 22 | Ralph Hepburn         | Stevens-Offenhauser   | 107   | accident        |
| 23 | Floyd Roberts         | Wetteroth-Offenhauser | 106   | accident mortel |
| 24 | Ira Hall              | Nowiak-Studebaker     | 89    | mécanique       |
| 25 | Russ Snowberger       | Snowberger-Miller     | 50    | radiateur       |
| 26 | George Bailey         | Miller                | 47    | moteur          |
| 27 | Floyd Davis (en)      | Miller-Offenhauser    | 43    | amortisseur     |
| 28 | Al Miller             | Adams-Offenhauser     | 41    | accélérateur    |
| 29 | Frank Brisko          | Stevens-Brisko        | 38    | pompe à air     |
| 30 | Emil Andres           | Stevens-Offenhauser   | 22    | mécanique       |
| 31 | Bob Swanson           | Stevens-Sampson       | 19    | mécanique       |
| 32 | Shorty Cantlon        | Stevens-Offenhauser   | 15    | mécanique       |
| 33 | Deacon Litz           | Maserati              | 7     | moteur          |

## Sources
- (en) Résultats complets sur le site officiel de l'Indy 500